# Ali Haydar Konca
Pour les articles homonymes, voir Ali Haydar et Haydar.
Ali Haydar Konca, né le 1er février 1950, est un homme politique turc d'origine kurde,.